# Manuden
Manuden är en by och en civil parish i Uttlesford i Essex i England. Orten har 636 invånare (2001). Byn nämndes i Domedagsboken (Domesday Book) år 1086, och kallades då Magellana / Magghedana / Menghedana.